# ディケーター郡 (ジョージア州)
ディケーター郡（英: Decatur County）は、アメリカ合衆国ジョージア州の南西部に位置する郡である。2010年国勢調査での人口は27,842人であり、28,240年の39,858人から1.4%減少した。郡庁所在地はベインブリッジ市（人口12,697人）であり、同郡で人口最大の都市でもある。

## 歴史
ディケーター郡は1823年12月8日に、ジョージア州議会の法により、アーリー郡から分離して設立された。当初の領域から後に3つの郡が新設されることになった。1825年にはトーマス郡が、1905年にはグレイディ郡が、1920年には西部にセミノール郡が設立された。
郡名はアメリカ海軍代将であり、米英戦争の英雄になったスティーヴン・ディケーターに因んで名付けられた。

## 地理
アメリカ合衆国国勢調査局に拠れば、郡域全面積は623.16平方マイル (1,614.0 km2)であり、このうち陸地596.80平方マイル (1,545.7 km2)、水域は26.36平方マイル (68.3 km2)で水域率は4.23%である。ジョージア州には他にディケーター市があるが、こちらはディカーブ郡に入っている。

### 主要高規格道路

#### アメリカ国道
- アメリカ国道27号線
- アメリカ国道12号線産業道路（ベインブリッジ）
- アメリカ国道84号線
- アメリカ国道84号線産業道路（ベインブリッジ）

#### ジョージア州道
- ジョージア州道1号線
- ジョージア州道1号線産業道路
- ジョージア州道38号線
- ジョージア州道97号線
- ジョージア州道97号線支線
- ジョージア州道241号線
- ジョージア州道253号線
- ジョージア州道253号線支線
- ジョージア州道262号線
- ジョージア州道285号線
- ジョージア州道302号線
- ジョージア州道302号線支線
- ジョージア州道309号線
- ジョージア州道310号線
- ジョージア州道311号線

### 隣接する郡
- ミラー郡 - 北
- ミッチェル郡 - 北東
- ベイカー郡 - 北東
- グレイディ郡 - 東
- ガズデン郡 (フロリダ州) - 南
- セミノール郡 - 西

## 人口動態
以下は2000年国勢調査による人口統計データである。
| 基礎データ - 人口: 28,240人 - 世帯数: 10,380 世帯 - 家族数: 7,546 家族 - 人口密度: 18人/km2（47人/mi2） - 住居数: 11,968軒 - 住居密度: 8軒/km2（20軒/mi2） 人種別人口構成 - 白人: 57.10% - アフリカン・アメリカン: 39.91% - ネイティブ・アメリカン: 0.24% - アジア人: 0.33% - 太平洋諸島系: 0.04% - その他の人種: 1.64% - 混血: 0.74% - ヒスパニック・ラテン系: 3.20% 年齢別人口構成 - 18歳未満: 28.5% - 18-24歳: 9.1% - 25-44歳: 28.0% - 45-64歳: 21.1% - 65歳以上: 13.3% - 年齢の中央値: 34歳 - 性比（女性100人あたり男性の人口） - 総人口: 91.0 - 18歳以上: 85.9 | 世帯と家族（対世帯数） - 18歳未満の子供がいる: 35.4% - 結婚・同居している夫婦: 49.0% - 未婚・離婚・死別女性が世帯主: 19.5% - 非家族世帯: 27.3% - 単身世帯: 24.3% - 65歳以上の老人1人暮らし: 10.4% - 平均構成人数 - 世帯: 2.65人 - 家族: 3.14人 収入と家計 - 収入の中央値 - 世帯: 28,820米ドル - 家族: 32,635米ドル - 性別 - 男性: 27,180米ドル - 女性: 20,745米ドル - 人口1人あたり収入: 15,063米ドル - 貧困線以下 - 対人口: 22.7% - 対家族数: 19.2% - 18歳未満: 33.0% - 65歳以上: 19.2% |

## 都市と町

### 法人化自治体
- ベインブリッジ - 郡庁所在地
- アタパルガス
- ブリンソン
- クライマックス

### 未編入の町
| - アムスターダム - オースマック - ベサニー - ブラックジャック - サイリーン - エルドレンド - フェイスビル | - ファウルズタウン - ハンナタウン - ハノーバー - ジンクス - レインカット - リン | - マウントプレザント - オティスコ - パーカーコートハウス - リカバリー - スミスランディング - ベイダ |

### 廃村
- ミリアム